# コーラル・シー諸島
コーラル・シー諸島 （コーラル・シーしょとう、珊瑚海諸島、Coral Sea Islands）はオーストラリアのクイーンズランド州北東の珊瑚海にあるオーストラリア領の諸島。有人のウィリス島の位置は南緯16度13分、東経150度01分。

## 概要
多くの小島・岩礁が約780,000km2の広大な範囲に散在し、一端はグレート・バリア・リーフに接する。ウィリス島（Willis Island: サウスジョージアのウィリス諸島とは別）にある気象観測所以外は人が住んでおらず、広大な自然保護区のようになっている。
1803年に発見され、1870年代と1880年代に一時グアノの産地として開発が試みられたが、現地で真水が得られないことから断念された。海鳥（アジサシ亜科、カツオドリ属などに属する24種が確認されている）やウミガメ（アオウミガメとタイマイの2種が確認されている）の繁殖地で、2002年に周辺の珊瑚海海域と共にラムサール条約に登録された。絶滅危惧種の渡り鳥については、日本とオーストラリアおよび中国とオーストラリアの間で保護条約が締結されている。